# Arme, viruși și oțel
Arme, viruși și oțel: Soarta societăților umane (în engleză Guns, Germs, and Steel: The Fates of Human Societies) este o carte de popularizare a științei scrisă în 1997 de geograful și istoricul american Jared Mason Diamond (n. 10 septembrie 1937, Boston, Massachusetts, Statele Unite). Această carte a devenit bestseller internațional și a fost distinsă cu mai multe premii, printre care Pulitzer, Aventis și Phi Beta Kappa. National Geographic Society a produs în 2005 pe baza acestei cărți un serial documentar.
Arme, viruși și oțel pune întrebarea de ce anume popoarele Eurasiei au cucerit sau au eliminat indigenii americani, africani și australieni, și nu viceversa. Se argumentează că s-a ajuns la aceasta nu datorită unor presupuse avantaje biologice ale popoarelor eurasiatice în sine, ci datorită caracteristicilor continentului eurasiatic, în particular, a marii sale diversități de specii animale și vegetale potrivite pentru domesticire și axei sale majore est-vest care facilitează răspândirea pe distanțe mari de-a lungul zonelor climatice a speciilor domesticite, a persoanelor și a tehnologiilor.